# Гилбертс (Илиноис)
Гилбертс (енгл. Gilberts) град је у америчкој савезној држави Илиноис.

## Демографија
По попису из 2010. године број становника је 6.879, што је 5.6 (437,8%) становника више него 2000. године.
| Група             | 2000.         | 2010.         |
| Белци             | 1.204 (94,1%) | 4.756 (69,1%) |
| Афроамериканци    | 2 (0,2%)      | 140 (2,0%)    |
| Азијати           | 21 (1,6%)     | 985 (14,3%)   |
| Хиспаноамериканци | 43 (3,4%)     | 874 (12,7%)   |
| Укупно            | 1.279         | 6.879         |